# The Skimm
The Skimm (de estilo theSkimm ) es una empresa de medios estadounidense, fundada en 2012 por Danielle Weisberg y Carly Zakin, que ofrece un boletín informativo solo por suscripción. El boletín es un compendio de noticias que pretende ser simple y fácil de leer.

## Historia

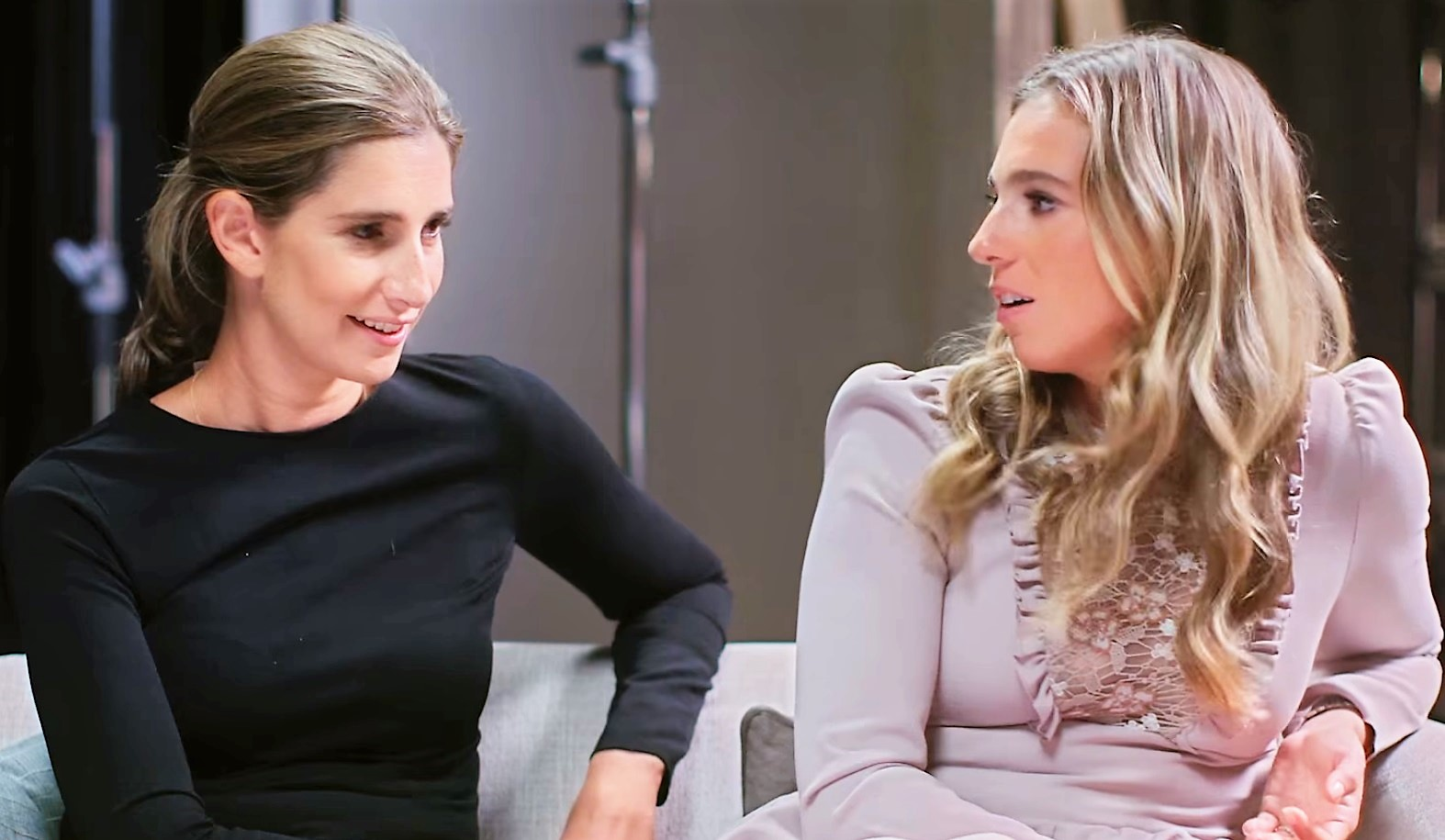
Zakin (izquierda) y Weisberg entrevistados por Ashley Graham en 2020

El Skimm se inició en 2012, cuando los fundadores Weisberg y Zakin dejaron sus trabajos como productores en NBC.
En junio de 2016, theSkimm recaudó $ 8 millones en fondos de la Serie B para pasar al video con el lanzamiento de Skimm Studios. La ronda fue dirigida por 21st Century Fox e incluyó a los primeros patrocinadores RRE Ventures, Homebrew y Greycroft Partners .
En el otoño de 2016, theSkimm entrevistó a 12 de los principales candidatos a la presidencia de Estados Unidos y registró a 110.000 personas para votar en las elecciones de 2016.
El 15 de marzo de 2018, theSkimm recaudó una ronda de financiación de $ 12 millones liderada por Google Ventures, junto con la fundadora de Spanx, Sara Blakely.
En octubre de 2018, The Skimm anunció que tienen más de 7 millones de suscriptores.
En abril de 2019, theSkimm adquirió la plataforma de mensajes de texto Purple.

## Productos y servicios
El Daily Skimm es el boletín diario por correo electrónico de la empresa. Se centra en una versión breve, sencilla y fácil de leer de las noticias, y se comercializa para mujeres urbanas de entre 22 y 34 años. En noviembre de 2016, el boletín tiene más de 4 millones de suscriptores.
En 2016, theSkimm lanzó la aplicación Skimm Ahead para iOS, que inserta eventos directamente en los calendarios de sus suscriptores.
El 4 de marzo de 2019, theSkimm lanzó su primer podcast de noticias diario, Skimm This. Tardes de lunes a viernes disponibles a las 5 pm ET, el podcast desglosa las noticias del día y explica el contexto y la claridad de cada historia y por qué es importante. Es el segundo podcast lanzado por theSkimm después de lanzar previamente Skimm'd from the Couch en 2018.

## Crítica
theSkimm ha sido criticado por utilizar un tono y un estilo de escritura infantil y demasiado simplificado, asumiendo que sus lectores, en su mayoría mujeres, son incapaces de comprender temas complejos y matizados.